# Radio rabbit
Radio Rabbit var en svensk piratradiostation aktiv i Stockholmsområdet åren 1979-80. Stationen skiljde sig från andra samtida pirater genom att flytta aktiviteten upp till 101 MHz, alltså över det då gängse FM-bandet 88-100 MHz. Frekvensen kom sedermera att bli standardfrekvens för piratradio i Stockholm. Radio Rabbit utmärkte sig även genom att sända i högkvalitativ stereo, något som dittills inte förekommit. Stationen hade även något så ovanligt som en kvinnlig DJ. 
Radio Rabbit blev snabbt mycket populär och det var inte ovanligt att "relästationer" (andra pirater med sändare men utan egen programproduktion) återutsände Radio Rabbits program redan samma kväll. Stationen hade även god koll på privatpejlarnas rörelser och sände ibland skämtsamma hälsningar och tips till dem i programmen, som i övrigt bestod av de senaste hitsen.